# تحفيز ذاتي
إن التفاعل الكيميائي قد يتعرض لتحفيز ذاتي ، أو أن يكون التفاعل ذاتي التحفيز، ويحدث ذلك إذا تساوى أحد نواتج هذا التفاعل الكيميائي مع المتفاعلة وبالتالي يحدث تحفيزاً في نفس التفاعل أو ردة فعل جانبية.

 ويطلق على هذا ردة فعل ذاتية التحفيز (بالإنجليزية: Autocatalysis Reaction).
يتم تمثيل معادلة معدل التفاعل بشكل لاخطي في الأساس، وإذا كانت خطية فهذا يؤدي إلى توليد تلقائي على نظام التفاعل، حيث أن إنشاء نظاماً تلقائياً يتوافق مع انخفاض الإنتروبيا بالنسبة للنظام، والتي يجب أن يقابله زيادة أكبر في الإنتروبيا من المناطق المحيطة بها طبقاً لقانون الديناميكا الحراري الثاني، والتي تم العثور على ذلك من قِبل الأنظمة الحيوية، وهناك مجموعة من التفاعلات الكيميائية التي يمكن أن يكون ذات تحفيز سريع لكن بشكل جماعي.

## التفاعل الكيميائي
إن معادلة التفاعل الكيميائي لاثنين من المواد المتفاعلة واثنين من المواد المنتجة يكتب هكذا:
{\displaystyle \alpha A+\beta B\rightleftharpoons \sigma S+\tau T}
حيث أن الحروف اليونانية هي معاملات متكافئة أو قياس اتحادية العناصر وتمثل حروف اللاتينية الأنواع الكيميائية. حصيلة تفاعل كيميائي في كلا الاتجاهين.

### الاتزان الكيميائي
في الاتزان الكيميائي في معدلات التفاعل إلى الأمام والخلف هي من هذا القبيل أن كل الأنواع الكيميائية التي تم إنشاؤها في نفس المعدل يتم تدميرها. وبعبارة أخرى: فإن معدل رد الفعل إلى الأمام يساوي معدل رد الفعل العكسي.
{\displaystyle k_{+}[A]^{\alpha }[B]^{\beta }=k_{-}[S]^{\sigma }[T]^{\tau }\,}
حيث أن بين القوسين تشير إلى تركيز الأنواع الكيميائية، في لتر واحد بمقياس المول، أما +k و k- ثوابت المعدل.

### بعيداً عن التوازن
بعيداً عن التوازن، يكون الاتجاه إلى الأمام والخلف في معدلات التفاعل غير متوازنة، أما تركيز كلاً من المواد المتفاعلة والمنتجات ليست ثابتة، يتم تدمير جزيئات {\displaystyle \alpha } من الرمز A إذا كانت ردة الفعل متجهةً إلى الأمام، والعكس صحيح، فإنه يتم إنشاء جزيئات {\displaystyle \alpha } من الرمز 'A إذا كانت ردة الفعل متجهةً إلى الخلف، وفي حالة وجود تفاعل أولي بدرجة التفاعل يكون ردة الفعل في كل اتجاه متوافق للجزيئات، ثم إن حتى معدل التغير في عدد مولات الرمز A' هو:
{\displaystyle {d \over dt}[A]=-\alpha k_{+}[A]^{\alpha }[B]^{\beta }+\alpha k_{-}[S]^{\sigma }[T]^{\tau }\,}
{\displaystyle {d \over dt}[B]=-\beta k_{+}[A]^{\alpha }[B]^{\beta }+\beta k_{-}[S]^{\sigma }[T]^{\tau }\,}
{\displaystyle {d \over dt}[S]=\sigma k_{+}[A]^{\alpha }[B]^{\beta }-\sigma k_{-}[S]^{\sigma }[T]^{\tau }\,}
{\displaystyle {d \over dt}[T]=\tau k_{+}[A]^{\alpha }[B]^{\beta }-\tau k_{-}[S]^{\sigma }[T]^{\tau }\,}
لدى هذا النظام من المعادلات نقطة واحدة وهي عبارة عن نقطة ثابتة مستقرة عند المعدلات المتجهة إلى الأمام والخلف ومساويةً أيضاً. وهذا يعني أن النظام يتطور ليصل إلى حالة التوازن، وهذه هي الحالة الوحيدة التي يتم تطويرها.

### ردود الفعل المحفزة

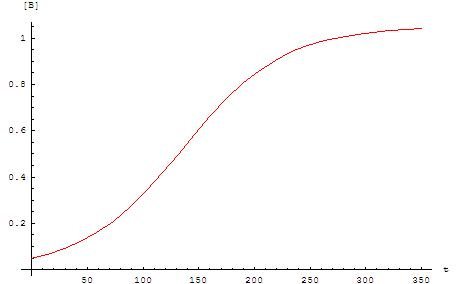
تباين المحور السيني من تركيز المنتج في ردود الفعل المحفزة

إن ردود الفعل المحفزة تكون واحداً من نواتجها على الأقل مساويةً المتفاعلة. ولعل أبسط رد فعل ذاتي التحفيز يمكن أن يكتب هكذا:
{\displaystyle A+B\rightleftharpoons 2B}
ومع معادلات المعدل (لل]]تفاعل الأولى[[)
{\displaystyle {d \over dt}[A]=-k_{+}[A][B]+k_{-}[B]^{2}\,}
{\displaystyle {d \over dt}[B]=+k_{+}[A][B]-k_{-}[B]^{2}\,}.
هذا التفاعل هو واحد من الجزيئات من النوع A يتفاعل مع جزيء من النوع B. حيث يتم تحويل الجزيء A إلى جزيء B. ويكوِّن المنتج النهائي للجزيء B' الأصلي بالإضافة إلى جزيء B التي تم إنشاؤها في رد الفعل.
إن الميزة الرئيسية لمعادلات المعدل هي أنها ليست خطية. حيث أن على يمين المعادلة الثانية يختلف النوع B2 عن التركيز الذي رمزه B كمعادلة تربيعية وهذه الميزة يمكن أن تؤدي إلى نقاط متعددة وثابتة من النظام، مثل الكثير من المعادلات من الدرجة الثانية يمكن أن يكون لها جذور متعددة. تسمح هذه النقاط لحالات متعددة من هذا النظام. والنظام القائم في حالة المقياس العياني المتعددة هو أكثر تنظيما (أي أن لديها إنتروبيا أقل) من هذا النظام في حالة واحدة.
وتختلف تركيزات A و B في وقت لآخر وفقا للمعادلتين التاليتين:
{\displaystyle [A]={\frac {[A]_{0}+[B]_{0}}{1+{\frac {[B]_{0}}{[A]_{0}}}e^{([A]_{0}+[B]_{0})kt}}}}
{\displaystyle [B]={\frac {[A]_{0}+[B]_{0}}{1+{\frac {[A]_{0}}{[B]_{0}}}e^{-([A]_{0}+[B]_{0})kt}}}}.
الرسم البياني لهذه المعادلات يمثل المنحنى السيني، الذي هو الحال بالنسبة للردود الفعل المحفزة بأن هذه التفاعلات الكيميائية تسير ببطء في البداية لأن هناك القليل من الحفز في هذا الوقت، وفي ردة الفعل يزداد المعدل تدريجياً باستمرارية حيث ينتج كمية محفزة زائدة وبعد ذلك يبطئ من جديد كما أنه يقلل من تركيز المواد المتفاعلة. فإذا كان تركيز المواد المتفاعلة أو الناتجة في تجربةٍ ما فإنه يتبع المنحنى السيني، وقد يكون رد فعل ذاتي التحفيز.
وعلى سبيل المثال المعادلات الحركية إلى حيث تتحفيز إلى حمض محفز لبعض إسترات الأحماض الكربوكسيلية والكحول. لذلك يجب أن يكون هناك على الأقل بعض الوقت لتشغيل الآلية المحفزة في الحمض. وإن لم يجب أن يبدأ رد فعل من خلال بديل غير جزيئي والذي عادة ما يكون أبطأ. فإن المعادلات التي أعلاه لآلية التحفيز يعني أن تركيز المنتجات الحمضية يبقى صفراً إلى الأبد.